# Kitelepítettek keresztje
A Kitelepítettek keresztje állami kitüntetés Belgiumban. Az 1922-ben alapított emlékkeresztet azok a belga állampolgárok kaphatták, akiket az első világháború alatt a megszálló hatóságok Németországba kitelepítettek és kényszermunkára fogtak.
A keresztet nem kaphatták meg azok a katonakorú férfiak, akiket azért telepítettek ki, mert nem léptek be a belga hadseregbe.
A bronzból készült, máltai kereszt formájú kereszt két vízszintes szárán az "1914-1918" felirat látható. A kereszt vörös alapon fekete és sárga sávokkal díszített kitűzőhöz kapcsolódik.

## Lásd még
- Belga katonai kitüntetések listája

## Fordítás
- Ez a szócikk részben vagy egészben  a   Cross of the Deported 1914-1918 című angol Wikipédia-szócikk fordításán alapul.  Az eredeti cikk szerkesztőit annak laptörténete sorolja fel. Ez a jelzés csupán a megfogalmazás eredetét és a szerzői jogokat jelzi, nem szolgál a cikkben szereplő információk forrásmegjelöléseként.